# Município de Federal Point (condado de New Hanover, Carolina do Norte)
Localização da Carolina do Norte nos E.U.A.
O município de Federal Point (em inglês: Federal Point Township) é um município localizado no  condado de New Hanover no estado estadounidense da Carolina do Norte. No ano 2010 tinha uma população de 25.469 habitantes.

## Geografia
O município de Federal Point encontra-se localizado nas coordenadas 34° 03′ 06,71″ N, 77° 54′ 10,47″ O.